# Articaïna
L'articaïna és un anestèsic dental local utilitzat actualment per a intervencions estomatològiques.

## Introducció als anestèsics
Els inicis de l'anestèsia es remunten als assajos d'un odontòleg nord-americà provocant una sedació amb èter. No fou fins a mitjan segle xix que es varen començar a utilitzar fàrmacs amb usos anestèsics. Les característiques ideals d'un anestèsic són: potència, selecció, baix grau de toxicitat, reversibilitat, rapidesa, duració suficient, independència a canvis de pH, intolerància i sense al·lèrgies associades. Amb l'ús d'anestèsics es perden els següents tipus de sensibilitat: dolor, fred, calor, tacte, pressió i motilitat. Si es parla d'analgèsic, només es fa referència a la pèrdua de dolor. Els instruments principals per a realitzar l'anestèsia local són l'agulla, el carpule i la xeringa.
Els anestèsics són bases dèbils, de pKa entre 7,5 i 9 i, per tant, al medi extracel·lular la fracció ionitzada és superior a la neutra. La reducció del pH té efectes contraris sobre l'anestèsic: al medi extracel·lular es redueix l'eficàcia, però al medi intracel·lular s'augmenta. Per aquest motiu s'ha arribat a la conclusió que l'anestèsic actua en la forma neutra al medi extracel·lular i en la forma ionitzada al medi intracel·lular. El seu receptor és a l'interior i, per tant, ha de travessar per difusió la membrana en forma no ionitzada i un cop a dins s'ionitza i interacciona amb el receptor.
Els anestèsics dentaris pertanyen als grups dels aminoèsters i les aminoamides. L'anell aromàtic confereix la liposolubilitat que l'anestèsic necessita per a penetrar la membrana. El grup amino confereix la hidrosolubilitat necessària per a no precipitar quan es produeix la interacció amb els fluids intersticials. Els grups intermedis que uneixen l'anell aromàtic i el grup amino poden ser èsters o amides, i defineixen el grup al qual pertanyen els anestèsics.
Un anestèsic local produeix un bloqueig reversible de la conducció de l'impuls nerviós, bloquejant la funció sensitiva i motora de les fibres nervioses. Inhibeix la propagació del potencial d'acció, que bloqueja els canals dependents del voltatge del Na+.

## Propietats específiques
L'articaïna és l'únic anestèsic del grup amida que té un anell tiofè. A més, presenta un grup èster (metabolitzat per estearases a la sang i els teixits) i un grup amino (secundari). La degradació de la molècula és exponencial, amb una vida mitjana al plasma de vint minuts. Degut a aquesta característica, el risc d'intoxicació sistèmica sembla menys probable que fent ús d'altres anestèsics, especialment quan es duen a terme repetides injeccions. Tot i que, com la resta d'anestèsics del grup amida, es metabolitza al fetge, és l'únic que comença el procés al plasma. Es caracteritza per la seva elevada penetració òssia. La dosi màxima és de 7 mg/kg.

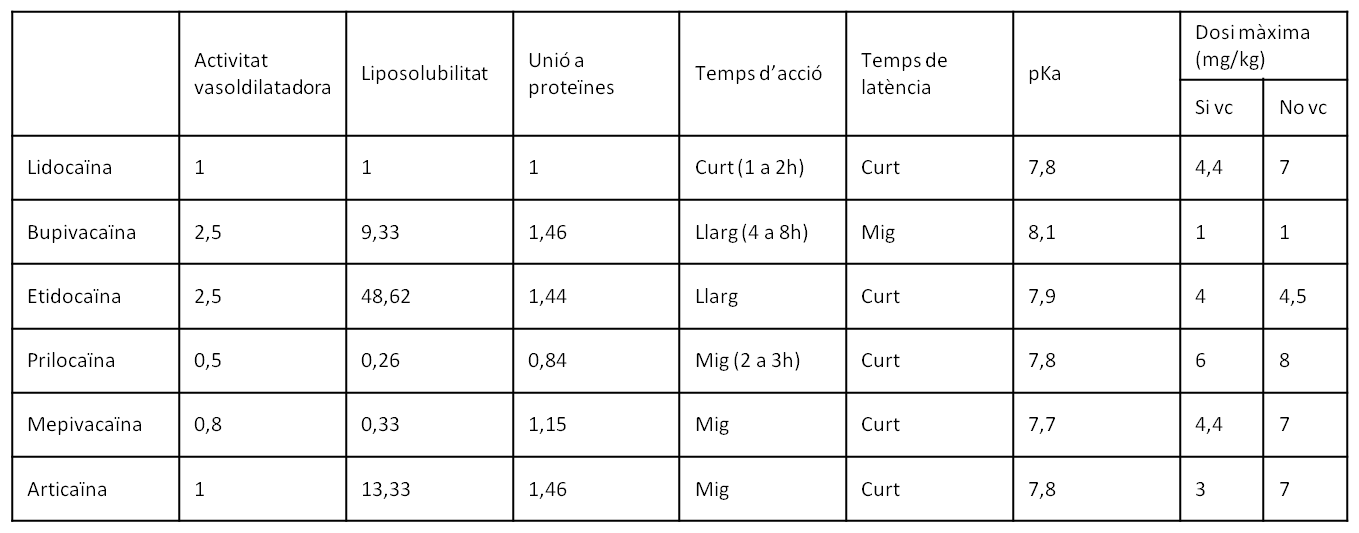
Taula de comparació de diferents anestèsics dentals

## Desenvolupament comercial
Utilitzada a Europa durant els darrers 20 anys. Es distribueix comercialment al 4% amb epinefrina 1:100.000 i 1:200.000. No es troba a la venda sense vasoconstrictor. Fou introduïda per Muschaweck i Rippel el 1974. El 1983, sintetitzada i distribuïda per l'alemanya Hoecsht-Marion-Roussel, arribà a Canadà. Des del 1999 és Hansamed Limited qui se n'encarrega. En l'actualitat és sintetitzada per Sanofi-Aventis. Des del 2005 també es troba als EUA amb el nom de steptocaine, al 4% amb epinefrina (també anomenada adrenalina) 1:100.000. La síntesi als EUA és gestionada per Novocol Pharmaceuticals Inc.

## Estudis d'eficiència i contraindicacions
- L'anestèsia de la polpa dentària té efectes semblants amb articaïna o lidocaïna.[2][3]
- Se'n recomana l'ús en operacions de llarga durada.[3]
- Alguns autors suggereixen que no cal un bloqueig de la zona palatina corresponent a la zona afectada quan s'utilitza al 4% per a la zona vestibular durant extraccions al maxil·lar superior.[3]
- Els estudis comparatius amb articaïna amb adrenalina i lidocaïna amb epinefrina han resultat demostrar que existeix una diferència d'eficàcia clínica entre ambdues dissolucions.[3]
- Altres estudis reconeixen un estat d'anestèsia de la polpa dentària profund amb l'ús d'articaïna al 4%.[2][3]
- Per a determinar l'eficàcia de l'articaïna al 4% amb adrenalina 1:100.000 i 1:200.000, es va concloure que la dissolució menys concentrada d'adrenalina provocava la disminució dels nivells d'anestèsia de la polpa dentària.[3]
- Es suggereix que l'articaïna pot estar relacionada amb episodis de parestèsia, principalment del nervi lingual, però s'han realitzat estudis en els quals no es troben signes d'aquesta sospita.[4][5]
- Per a pacients que pateixen d'hipersensibilitat hipocalèmica, l'articaina és més efectiva que la lidocaina.[6]
- Cal tenir presents les possibles complicacions de l'anestèsia per al·lèrgia a grups amida, sulfurs i disulfits.

## Aplicació d'articaïna en un cas clínic
A continuació es descriu breument el paper de l'anestèsia en un cas de cirurgia oral.
En condicions normals, no trobem teixit epitelial a dins del teixit ossi. Un quist, per la causa que sigui, és una cavitat recoberta de teixit epitelial dins de l'os. Atesa la localització anatòmica (molar inferior esquerre o peça 36 del maxil·lar inferior, també anomenat mandibular) de l'entitat patològica, es necessita que l'anestèsia actuï sobre tres branques nervioses: el nervi dentari inferior, el nervi lingual i el nervi bucal llarg. Per a aquesta operació es fa ús d'articaina amb epinefrina, fent ús d'un carpule d'1,8 ml. Lògicament, s'ha de conèixer amb antelació qualsevol patologia sistèmica o al·lèrgia, per a poder prendre les precaucions necessàries.
Primerament es realitza l'anestèsia troncular (actua sobre el tronc nerviós sensitiu o les seves branques ramificades) del nervi dentari inferior, que ens anestesiarà el cos mandibular corresponent a la zona afectada. A continuació, reculant aproximadament 1 cm es troba el nervi lingual. L'anestèsia troncular d'aquest afecta la part lingual de la geniva de la zona afectada. Segonament, es realitza l'anestèsia infiltrativa (actua sobre els receptors perifèrics nerviosos, té menys abast que l'anestèsia troncular) de la part vestibular (la zona compresa entre la zona de mucosa jugal i el cos mandibular) amb la qual cosa s'anestesiarà el nervi bucal llarg. És necessari anestesiar-lo per a completar l'adormiment de la zona afectada abans de la cirurgia. Per a evitar infiltrar vasos arterials o venosos és necessari comprovar per aspiració que l'èmbol no conté sang. Aquesta maniobra es realitza automàticament amb la xeringa Aspiject.
Un cop anestesiada la zona es pot donar pas a la tècnica quirúrgica adequada. El temps habitual d'espera abans de començar a realitzar la cirurgia és de 2 a 5 minuts, perquè s'han de notar els efectes de l'anestèsia. Es pot comprovar que l'anestèsia troncular ha sigut efectiva quan s'adorm mig llavi i mitja llengua de la part homolateral (la mateixa en què treballem). I si l'anestèsia infiltrativa no ha sigut efectiva, abans de realitzar la cirurgia ens adonarem que el pacient encara conserva la sensibilitat a la zona que, en principi, hauria d'estar sedada.

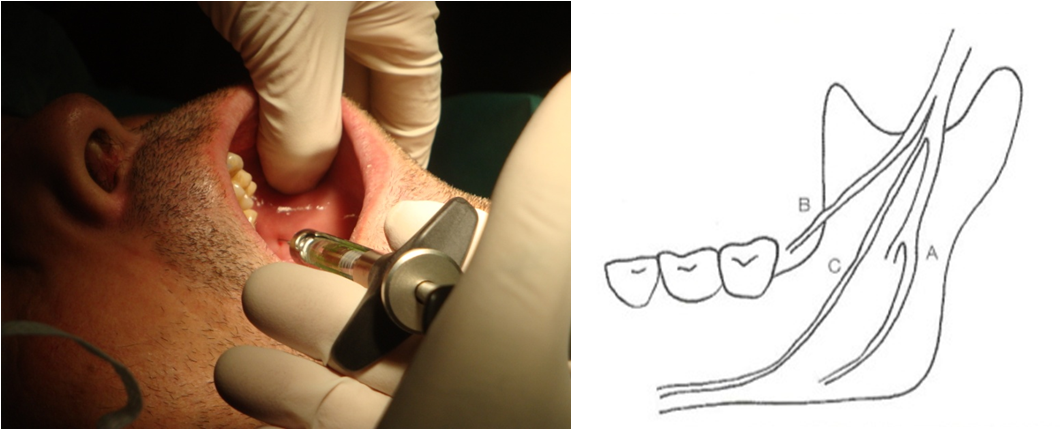
A la imatge de l'esquerra es veu la xeringa (amb mecanisme d'aspiració incorporat) realitzant l'anestèsia. A la imatge de l'esquerra es mostren els tres nervis a anestesiar: el dentari inferior (A), el bucal llarg (C) i el lingual (B).